# Gerd Müller (homme politique)
Pour les articles homonymes, voir Gerd Müller (homonymie) et Müller.
Gerd Müller, né le 25 août 1955 à Krumbach, est un homme politique allemand de l’Union chrétienne-sociale en Bavière (CSU).

## Biographie
Membre du Bundestag depuis 1994 après avoir siégé au Parlement européen, il est de 2002 à 2005 vice-président de la commission du tourisme. En novembre 2005, il est nommé secrétaire d’État parlementaire au ministère fédéral de l’Alimentation, de l'Agriculture et de la Protection du consommateur. Il est reconduit dans ses fonctions en octobre 2009.
Le 17 décembre 2013, lors de la formation du troisième gouvernement d'Angela Merkel, il est nommé ministre fédéral de la Coopération économique et du Développement. Il est maintenu dans son poste au sein du quatrième gouvernement d'Angela Merkel.
Le 8 décembre 2021, lors de la formation du gouvernement Scholz, il est remplacé à son poste par la sociale-démocrate Svenja Schulze. 